# Handaoia flexibilis
Handaoia flexibilis är en stekelart som beskrevs av André Seyrig 1952. Handaoia flexibilis ingår i släktet Handaoia och familjen brokparasitsteklar. Inga underarter finns listade i Catalogue of Life.